# Златиница
Златиница (болг. Златиница) — село в Болгарии. Находится в Ямболской области, входит в общину Болярово. Население составляет 52 человека.

## Политическая ситуация
Златиница подчиняется непосредственно общине и не имеет своего кмета.
Кмет (мэр) общины Болярово — Христо Димитров Христов (Болгарская социалистическая партия (БСП)) по результатам выборов.